# Mareeba
Mareeba (pronuncia: [məˈriːbə]) è una città nella parte settentrionale del Queensland, in Australia.
La località è situata sull'altopiano di Atherton a 417 metri sul livello del mare, nei pressi della confluenza del fiume Barron, con i torrenti Granite ed Emerald; il nome della città deriva appunto dalla parola aborigena che indica la riunione delle acque.
La città si trova all'interno dell'area del governo locale di Shire of Mareeba, mentre tra il 2008 e il 2013 si trovava in quella di Tablelands. Secondo il censimento del 2011, Mareeba aveva una popolazione di 10.181 persone.

## Storia
Prima della colonizzazione europea, la zona di Mareeba era abitata dal popolo Mulurigi, una società di cacciatori-raccoglitori presente nell'area tra monte Carbin, Mareeba, Rumula (vicino a Julatten) e Woodville (vicino a Canoona), concentrati soprattutto tra Biboohra e il monte Molloy. Nella lingua aborigena locale, Mareeba significa riunione delle acque - riferendosi al punto in cui il fiume Barron si unisce al torrente Granite.
Il 26 maggio 1875 l'esploratore James Venture Mulligan fu ufficialmente il primo europeo ad osservare il sito in cui in futuro si sarebbe sviluppata Mareeba, imbarcandosi sulla sponda orientale del fiume Barron e superando le confluenze dei torrenti Emerald e Granite.
La zona di Mareeba venne colonizzata dagli europei a partire dal 1877 dall'esploratore inglese John Atherton, che arrivò con il suo bestiame a Emerald End, situato poco a nord della città odierna. In seguito, Mareeba divenne rapidamente una fermata delle carrozze della compagnia di trasporto Cobb & Co sulla strada da Port Douglas a Herberton. Dopo l'arrivo della ferrovia nel 1893, Mareeba si trasformò in una città trafficata.
L'ufficio postale di Mareeba venne aperto il 25 agosto 1893, mentre un ufficio ricevente a Granite Creek era stato aperto già dal 1891. Un ufficio postale a Mareeba Diggings rimase aperto dal 1893 al 1905.
Nel 1942 le forze aeree dell'esercito degli Stati Uniti d'America costuirono l'aviosuperficie Hovet che fino al 1945 servì, con ad un personale di 10.000 militari australiani e statunitensi, come base di supporto per le battaglie in Nuova Guinea e nell'oceano Pacifico. L'aviosuperficie venne intitolata alla memoria del maggiore Dean Carol "Pinky" Hoevet, ucciso il 16 agosto 1942. Le unità che avevano base a Mareeba durante la seconda guerra mondiale erano il 5º e il 100º squadrone della RAAF, la 33ª batteria leggera australiana, il 19º e 43º gruppo bombardieri e 8º gruppo di combattimento dell'USAAC.
Al censimento del 2006 Mareeba aveva una popolazione di 6.806 abitanti.
Nell'ottobre 2011, la maggior parte delle terre (209 ettari) della ex fattoria statale e stazione di ricerca di Kairi è stata venduta dal governo del Queensland, mantenendo solo 26 ettari. La vendita del terreno aveva lo scopo di finanziare la creazione di un polo agri-scientifico in Peters street a Mareeba: il centro si concentra sulla ricerca e lo sviluppo agricolo, insieme all'istruzione e alla formazione, con il partenariato dell'università James Cook per la ricerca nel campo dell'agricoltura tropicale, l'acquacoltura e la biosicurezza. Il centro è stato aperto il 16 dicembre 2011.

## Monumenti e luoghi d'interesse
Nel territorio di Mareeba sono presenti tre edifici riconosciuti e tutelati dal governo australiano come patrimonio culturale:
- il ponte ferroviario sul torrente Christmas, sulla linea della ferrovia panoramica Cairns-Kuranda;
- il municipio di Mareeba Shire fu progettato da Eddie Oribin e costruito negli anni 1960-1961 da Ernest William Lepinath;
- l'ufficio di Assay, laboratorio minerario costruito nel 1916.

## Cultura

### Media

#### Radio
Mareeba ha le seguenti stazioni radio:
- 4AM
- ABC Classic FM
- ABC Local
- ABC RadioNational
- HOT FM
- KIK FM
- Rhema FM
- Sea FM

## Economia
L'economia di Mareeba è basata principalmente sull'agricoltura, con numerose piantagioni di avocado, mango, ciliegia della Cina, longan, canna da zucchero, anacardio, macadamia, banano, ananas, albero del tè, caffè e altre varietà di verdure e frutti tropicali. Anche il pollame e il bestiame sono comunemente allevati. Il tabacco, che una volta era la principale fonte di reddito dell'economia locale, non è più coltivato.
Il commercio è sviluppato lungo la strada principale della città (autostrada Mulligan), la quale dirama dall'autostrada Kennedy provenendo da Cairns (situata a 63,3 km) e passando per le località di Speewah e Kuranda e la gola di Barron.
Anche il turismo contribuisce all'economia locale, grazie alla possibilità di visitare cantine, piantagioni, industrie di caffè, il museo della cultura e il parco naturale della gola del Granite, in cui è possibile osservare il wallaby delle rocce di Mareeba. Mareeba ospita altresì un rodeo annuale che attrae molti spettatori.
L'ospedale di Mareeba si trova nel distretto sanitario di Tablelands; esso prevede 52 posti letto, con servizi chirurgica, di maternità, pediatria, ambulatoriali, di emergenza e di radiologia.
Il carcere di Lotus Glen può ospitare fino a 498 detenuti e include una colonia penale agricola.

## Sport
Il Mareeba Rodeo si svolge nell'arco di un fine settimana di ogni mese di luglio. Il primo rodeo si è tenuto nel 1949 al Davies Park (che è ora il luogo di partenza della squadra di Gladiators Rugby League).

## Galleria d'immagini

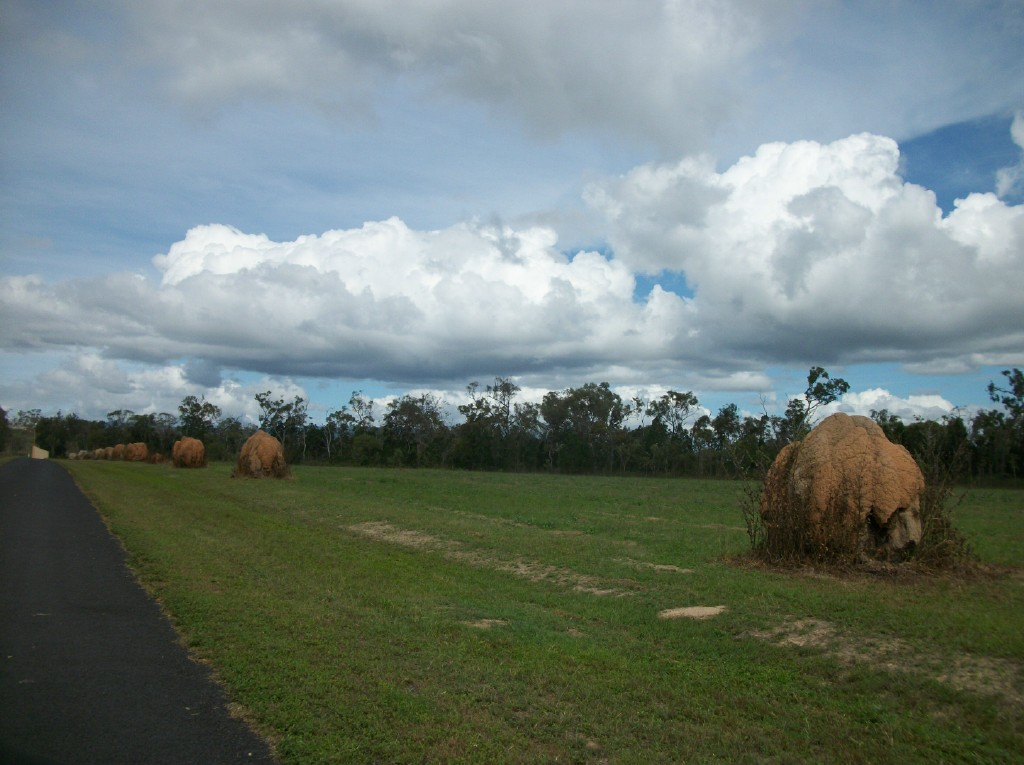
Moved termite mounds, Mareeba
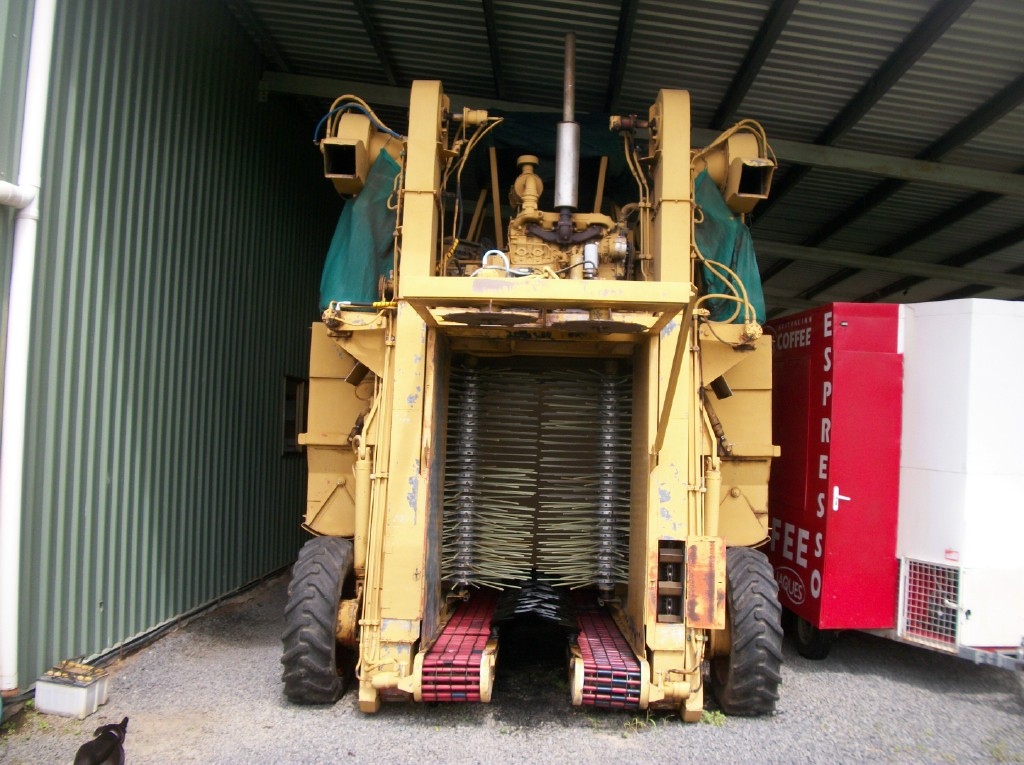
Coffee bean Harvester, Mareeba